# Яковлево (Запорожская область)
Яковлево (укр. Яковлеве) — село,
Куприяновский сельский совет,
Вольнянский район,
Запорожская область,
Украина.
Код КОАТУУ — 2321582205. Население по переписи 2001 года составляло 146 человек.

## Географическое положение
Село Яковлево находится в 1,5 км от села Вишнёвое и в 2,5 км от села Новософиевка.

## История
- 1890 год — дата основания.

## Достопримечательности
- Братская могила советских воинов.